# Elsa Hosk
Elsa Anna Sophie Élodie Hosk, née le 7 novembre 1988 à Stockholm en Suède, est une mannequin suédoise. Elle est un « Ange » de la marque Victoria's Secret depuis 2014.

## Biographie

### Enfance et début de carrière
Alors qu'elle est âgée de treize ans, le père d'Elsa Hosk envoie des photos d'elle à plusieurs agences suédoises. Elle commence sa carrière un an plus tard mais préfère cependant le basketball. Elle intègre l'équipe nationale de Suède mais décide, au bout de deux ans, de se concentrer sur le mannequinat.

## Carrière
En 2005, Elsa Hosk défile pour Christian Dior, Giambattista Valli, Guy Laroche et John Galliano.
En 2010, elle pose pour Obzee avec Anja Rubik et Alana Zimmer, pour Guess avec Alyssa Miller. Elle fait également la couverture du magazine Elle serbe.
En 2011, elle devient l'une des égéries de Free People.
Depuis 2011, elle travaille pour la marque de lingerie Victoria's Secret et participe chaque année au Victoria's Secret Fashion Show. Elle devient l'égérie de leur gamme sport PINK en 2012 et est créditée lors du défilé de 2013.

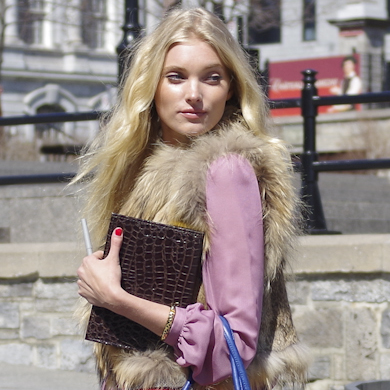
Elsa Hosk en 2012.

En 2012, elle défile pour Altuzarra, Blumarine, Carolina Herrera, Oscar de la Renta et Sass & bide.
En 2014, elle devient un « Ange » de la marque Victoria's Secret et pose avec Adriana Lima, Alessandra Ambrosio, Candice Swanepoel, Lily Aldridge et le mannequin Lais Ribeiro dans un éditorial du magazine Vogue UK afin de promouvoir le défilé Victoria's Secret. Elle fait aussi la couverture du GQ roumain. 
Lors de la semaine des défilés, elle voyage entre New-York, Londres, Milan, Paris. 
Elle devient l’ambassadrice de Biotherm, Christian Dior, Yves Saint Laurent et de la marque Jacob&Co. 
Elle fait aussi la une du ELLE allemand et de l’Officiel.
En janvier 2017, elle fait la couverture du magazine masculin français Lui qui la classe parmi les quatre plus belles femmes du monde et pose pour leur calendrier.
En mai, elle fait ses débuts sur le tapis rouge au 70e Festival de Cannes. Elle est aussi présente à la Soirée de Grisogono Love On The Rocks à l'hôtel Eden Roc au Cap d'Antibes.
En juin de la même année, elle fait la couverture de Madame Figaro.
Le mois suivant, elle apparaît avec d'autres mannequins Victoria's Secret dans le clip 2U de David Guetta et Justin Bieber.

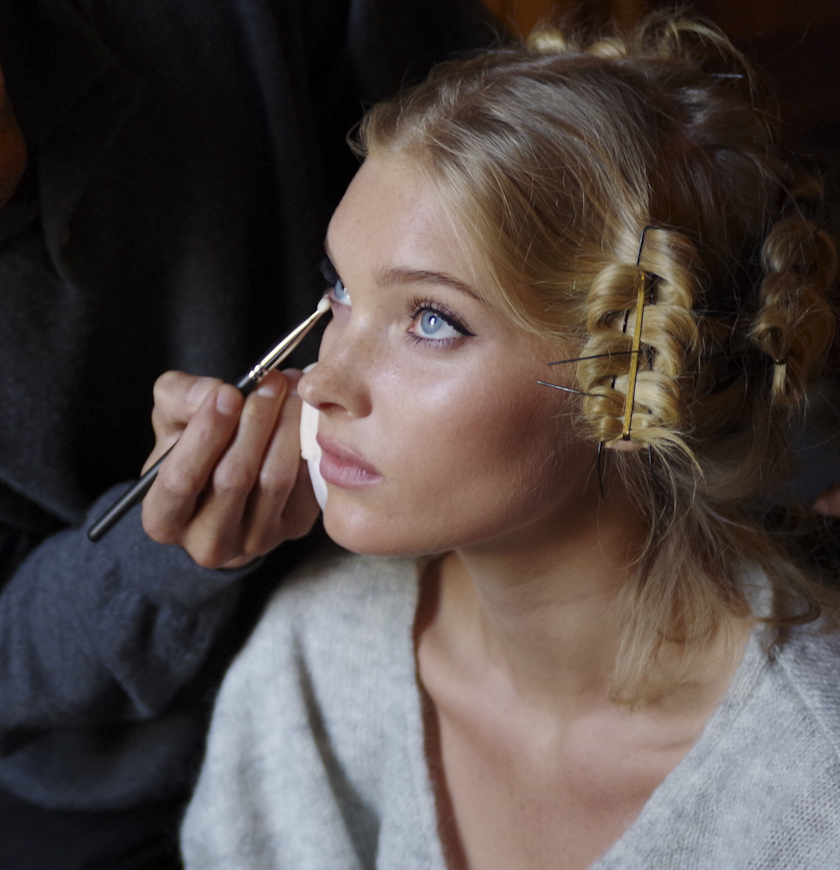
Elsa Hosk.

En septembre, elle participe au CFDA Awards, aux côtés d'Adriana Lima et Sara Sampaio.
En octobre, elle pose pour la première fois dénudée pour la couverture du magazine Maxim.
En novembre, Elsa Hosk assiste aux REVOLVE Awards, en Californie.
Enfin, elle lance son kit de rouge à lèvres avec la marque de lingerie Victoria’s Secret.
En janvier 2018, Elsa Hosk fait la une du magazine Issue, ainsi que celle de Vogue et de ELLE.
En mars 2018, elle est présente à la soirée des Oscars.
En avril 2018, Elsa Hosk assiste à la soirée Jacob & Co à New-York et devient par la suite le visage de la marque.
En mai 2018, elle est pour la deuxième fois invitée au Festival de Cannes. Elle se fait remarquer lors de la montée des marches avec une longue robe rose, les journalistes la comparent à Marilyn Monroe. Elsa Hosk participe également aux soirées L’Oréal, Swarovski, Chopard ; ainsi qu'au gala amfAR dans lequel elle défile pour une vente aux enchères.
En septembre 2018, elle défile à New-York pour Jeremy Scott, Philipp Plein, Tom Ford et Marc Jacobs ainsi que Calvin Klein, pour Stella McCartney à Londres, pour Versace, Elisabetta Franchi, Dolce&Gabbana, Fendi et Blumarine à Milan et pour Yves Saint Laurent, Christian Dior, Chanel, Balmain, Valentino, Hermes, Off-White, Chloé et L’Oréal à Paris. Lors de la Fashion week de New-York, elle remporte le Fashion Award.
En novembre 2018, Elsa Hosk est choisie par la marque de lingerie Victoria’s Secret pour porter le Fantasy Bra « Dream Angels », un soutien-gorge décoré de bijoux de 71 carats fabriqué par l’Atelier Swarovski. La valeur de ce sous-vêtement, qui a nécessité 950 heures de travail, est estimée à un million de dollars. Après avoir fait les premiers essayages, la mannequin déclare : « C’est une sensation que je n’avais jamais ressentie. Mon corps tremblait. Pas parce que j’étais nerveuse, mais parce que j’étais excitée. C’était froid je n’avais jamais ressenti ça. C’est définitivement un moment que je n’oublierai jamais ». 
Elle est ensuite présente à la cérémonie des Revolve Award où elle remporte le prix de la meilleure BFF de l'année.
En décembre 2018, elle assiste à la projection du défilé Victoria’s Secret aux Spring Studios à New York, en compagnie des mannequins ayant participé au défilé.
Le même mois, elle fait une apparition inattendue sur le tapis rouge de la 63e édition du Ballon d'or.
Elle fait la couverture des magazines de mode Bazaar et Elle.
En janvier 2019, elle fait la couverture de Elle et Cosmopolitan. Toujours pour Victoria’s Secret, Elsa participe à la promotion de la nouvelle collection de lingerie de la marque et inaugure un nouveau magasin à Tokyo.
En février, elle fait la couverture de Vogue et devient l’égérie de la marque de maillots de bain américaine Solid & Striped. Le 6 février, elle assiste au Gala AMfar à New-York. Le 26 février, Elsa est présente à cérémonie des Oscars et à la Vanity Fair Oscar Party. 
En mars, elle devient l’égérie de la marque Ralph&Russo et de Nicole Benesti et participe à l’inauguration du nouveau magasin Marc Jacobs à New-York. Elle pose également pour la marque de bijoux Logan Hollowell Jewelry et signe un contrat avec la marque de sport Nike. Elsa Hosk pose à Paris pour la collection printemps/été 2019 de la marque de luxe Vero Moda.
Hosk participe à l’inauguration du Times Square Edition à New York aux côtés de Kendall Jenner et Hailey Baldwin.
En avril, elle est vue au festival de musique Coachella et participe à la soirée Revolve.
Elle fait la couverture du magazine américain Crfashionbook, puis elle joue un rôle dans le court métrage d'animation Burning Bright avec Chanel Iman, Nadine Leopold et Jessica Stam. 
Plus tard, Elsa Hosk fait l’ouverture et la fermeture du défilé de la marque de luxe Alberta Ferretti à Monaco,. Elle est présente lors du Grand Prix automobile de Monaco et lors de la soirée des CFDA à New York.

## Vie privée
Sa cousine, Alice Herbst, est également mannequin. En effet, elle a remporté le concours Sweden's Next Top Model en 2012.
Elle est proche du mannequin Martha Hunt. Elsa Hosk est souvent aperçue à Beverly Hills, elle possède une propriété dans le quartier de Beverly Park à Los Angeles.
Elsa ne cache pas sa passion pour le basket, son équipe préférée est l’équipe new-yorkaise des Knicks, toutefois elle assiste souvent au premier rang aux matchs des Lakers. 
Elle s'installe en Californie en décembre 2020.
Avec son compagnon Tom Daly, elle annonce sa première grossesse sur instagram en septembre 2020. En février 2021, elle met au monde une fille appelée Tuulikki,.

### Ses principales couvertures de magazines (liste)
- Elle (version allemande, américaine, anglaise, espagnole et française)
- Issue (version américaine et anglaise)
- Bazaar (version américaine, allemande et mexicaine)
- Lui (version française)
- Vogue (version américaine, allemande, italienne et française)
- GQ (version ukrainienne, américaine)
- Cosmopolitan (version américaine, anglaise, allemande, ukrainienne, suédoise, espagnole et française)